# Amikt
Amikt ili Naglavnik je platneni ovratnik koji nose svećenici, đakoni i akoliti (prije i subđakoni) oko vrata, preko ramena te ga pričvršćuju u struku, a nosi se ispod albe. Amikt je obično bijelo platno 80 – 90 cm dugo i 60 – 70 cm široko, s vrpcama na dva kraja.
Drugi nazivi su: humeral, naplećak, naglavnica, ovratnik ili naramenik.

## Povijest
Prvotno se nosio kako bi se ljeti čuvale gornje haljine od znoja, a zimi da se njime zamota vrat i tako ga čuva od prehlade. Amikt je tako prešao iz običnog rimskog odijela u liturgiju.
Kao liturgijsko odijelo počeli su ga nositi u Rimu, a zatim je taj običaj i u druge krajeve. Prvotno su ga nosili samo papa i đakoni u Rimu, a izvan Rima u doba Karolinga nose ga i biskupi i svećenici. U Rimu se prvotno nosio iznad albe, a izvan Rima ispod nje te se taj običaj potkraj 10. stoljeća uveo i u Rimu. Dio amikta, koji je bio oko vrata iznad albe, počinje se u 12. stoljeću ukrašavati parurama.
Negdje oko 1100. amikt se počeo stavljati najprije na glavu i preko njega se oblačila alba i kazula, pa se tek onda, ili već na oltaru, skidao dolje. Tako je činio i izvana neku vrstu ovratnika. U Rimu je taj običaj nestao u 15. stoljeću, u Njemačkoj krajem 16. stoljeća, a u Francuskoj krajem 17. stoljeća. Na gornjoj strani je obično uvezen mali križ koji se poljubi kod odijevanja. Također, amikt podsjeća na rubac kojim su vojnici zastirali oči Isusu, kako bi mu se narugali.

## Uporaba
U obredu oblačenja službenik uzme amikt za krajeve, poljubi ga u sredini, gdje se nalazi križ te ga stavi na glavu govoreći: „Stavi, Gospodine, na moju glavu kacigu spasenja, da odbije đavolske navale” (lat. Impone, Domine, capiti meo galeam salutis, ad expugnandos diabolicos incursus). Zatim ga spusti oko vrata, pokrije njime ovratnik, prekriži na prsima, a zatim, provukavši vrpce ispod ruku, opaše ih iza leđa i vrati svezavši ih naprijed.
„Opća uredba Rimskog misala” navodi: „Prije nego se obuče alba, ako ona oko vrata ne pokriva obično odijelo, neka se stavi amikt”.